# Ocotillo (Californie)
Ocotillo est une census-designated place du comté d'Imperial, dans l'État de Californie, aux États-Unis,. En 2020, elle compte une population de 215 habitants.